# Compud
Compud ist eine Ortschaft und eine Parroquia rural („ländliches Kirchspiel“) im Kanton Chunchi der ecuadorianischen Provinz Chimborazo. Die Parroquia besitzt eine Fläche von 28,51 km². Die Einwohnerzahl lag im Jahr 2010 bei 878.

## Lage
Die Parroquia Compud liegt in den Anden. Das Verwaltungsgebiet liegt am Nordhang eines Gebirgszugs. Weiter nördlich fließt der Río Chanchán nach Westen. Der 2420 m hoch gelegene Ort Compud befindet sich 6,5 km südsüdwestlich vom Kantonshauptort Chunchi. Die Fernstraße E35 (Alausí–Zhud) führt an Compud vorbei.
Die Parroquia Compud grenzt im äußersten Südosten an die Provinz Cañar mit der Parroquia Juncal (Kanton Cañar), im Süden und im Südwesten an die Parroquia Llagos, im äußersten Nordwesten an die Parroquia Huigra, im Nordosten an die Parroquia Capsol sowie im südlichen Osten an die Parroquia Chunchi.

## Geschichte
Die Parroquia Compud wurde am 26. September 1944 gegründet.

## Orte und Siedlungen
In der Parroquia gibt es folgende Orte: Compud Viejo, Cullun, Llalla, Saguin, Tauri und Verdepamba.